# Менеджер по персоналу
Менеджер по персоналу (ивр. שליחותו של הממונה על משאבי אנוש‎, транслит. Shliḥuto shel Ha’Memuneh al Mash’abey Enosh) — израильский драматический фильм 2010 года режиссёра Эрана Риклиса. Сценарий был написан Ноем Столлманом на основе книги 2006 года «Женщина в Иерусалиме» А. Б. Иегошуа.
«Менеджер по персоналу» получил пять наград премии Офир: за лучший фильм, режиссуру, сценарий, женскую роль второго плана (Розина Камбос) и саундтрек. Фильм также был выбран в качестве израильской заявки на лучший фильм на иностранном языке на 83-й церемонии вручения премии «Оскар», но не попал в шорт-лист.

## Сюжет
Менеджер по персоналу израильской пекарни (имя не называется, как и имена большинства героев фильма), едет в Восточную Европу, чтобы вернуть семье тело умершей работницы, недавно иммигрировавшей в Израиль. Действие первой половины фильма происходит в Иерусалиме, а вторая половина фильма была снята в Румынии, хотя в фильме это не указано.

## Актёры
- Марк Иванир в роли менеджера по персоналу
- Реймонд Амсалем в роли разведённой
- Гила Альмагор в роли вдовы
- Ной Сильвер в роли мальчика
- Ирина Петреску в роли бабушки
- Джулиан Негулеско в роли вице-консула
- Розина Камбос в роли консула
- Богдан Е. Станоевич в роли бывшего мужа
- Офир Вейл в роли работника морга
- Рони Корен в роли дочери
- Папил Пандуру в роли водителя
- Данна Семо в роли секретаря
- Сильвия Дрори в роли монахини

## Производство
Съемки начались в октябре 2009 года и длились около двух месяцев в Иерусалиме и в Румынии, также в них участвовали актёры из Румынии и Франции.